# Znak za zasluge pri organiziranju nove TO RS
Znak za zasluge pri organiziranju nove Teritorialne obrambe spominski znak, ki ga je ustanovil 20. maja 1991 takratni obrambni minister Janez Janša in je namenjen vsem zaslužnim pri prvem usposabljanju Teritorialne obrambe Republike Slovenije. Odlikovanje je opredeljeno v Pravilniku o priznanjih Ministrstva za obrambo.

## Opis
Znak je v obliki ščita. Na zgornji stranici je oznaka pripadnosti Slovenski vojski. Polje ščita je rjavo-bordo rdeče barve. V sredini polja je pozlačena številka 1, pod njo pa 1991. Ščit je obrobljen z belimi, modrimi, rdečimi in vmesnimi zlatimi linijami. 

## Nošnja
Znak se nosi na sredini levega zgornjega žepa uniforme.

## Nosilci
Skupaj je bilo podeljenih 93 oštevilčenih znakov, ki jih je 2. junija 1991 osebno podelil Janez Janša na prisegi prvih mirnodobnih vojakov v zgodovini slovenskega naroda.